# カラノス (ピリッポス2世の子)
カラノス（希：Κάρανος、ラテン語転記：Karanos、? - 紀元前336年）は、マケドニア王国の王族で、マケドニア王ピリッポス2世とその7番目の妻クレオパトラ・エウリュディケとの子である。
紀元前336年にピリッポス2世が暗殺され、カラノスの腹違いの兄弟のアレクサンドロス3世が即位した。即位直後、アレクサンドロスはカラノスが王位を脅かす競争相手になると考え、彼を処刑した。

## 註
1. ↑  ユスティヌス, XI. 2